# Hossein Askari
Hossein Askari (Khomein, 23 maart 1975) is een Iraans wielrenner.

## Carrière
Net als zijn land- en ploeggenoot Ghader Mizbani is Askari een ronderenner. In 2006 eindigde Askari na Mizbani tweede in het Aziatische continentale circuit van de UCI, de UCI Asia Tour. Hij werd zesmaal nationaal kampioen tijdrijden en eindigde tweemaal op het podium.

## Palmares
2004
 Aziatisch kampioenschap tijdrijden, Elite
2005
Proloog Ronde van Azerbeidzjan
Eindklassement Ronde van Kerman
3e etappe Ronde van Indonesië
Eindklassement Ronde van Indonesië
2006
2e en 4e etappe Ronde van Kerman
6e en 7e etappe Ronde van Milad du Nour
 Iraans kampioenschap tijdrijden, Elite
2007
4e etappe Ronde van Maleisië
Eindklassement UCI Asia Tour
Eindklassement Ronde van Azerbeidzjan
 Iraans kampioen tijdrijden, Elite
 Aziatisch kampioenschap tijdrijden, Elite
 Aziatisch kampioenschap op de weg, Elite
2008
6e etappe Ronde van Maleisië
Eindklassement UAE International Emirates Post Tour
6e etappe Ronde van Azerbeidzjan
Eindklassement Ronde van Azerbeidzjan
 Iraans kampioen tijdrijden, Elite
2009
1e etappe Ronde van Iran
1e etappe Ronde van Indonesië
2010
4e etappe Ronde van Iran
Eindklassement Ronde van Iran
1e etappe Ronde van Singkarak
 Iraans kampioen tijdrijden, Elite
Eindklassement Ronde van het Qinghaimeer
 Aziatisch kampioenschap tijdrijden, Elite
2011
2e etappe Ronde van Azerbeidzjan (TTT)
 Iraans kampioen tijdrijden, Elite
 Aziatisch kampioenschap tijdrijden, Elite
 Aziatisch kampioenschap op de weg, Elite
2012
2e etappe Ronde van Brunei
Eindklassement Ronde van Brunei
 Aziatisch kampioenschap tijdrijden, Elite
2013
1e etappe Ronde van Singkarak
2015
Bergklassement Ronde van de Filipijnen
 Aziatisch kampioen op de weg, Elite
 Aziatisch kampioen tijdrijden, Elite
 Iraans kampioen tijdrijden, Elite
2022
 Iraans kampioen tijdrijden, Elite
2023
 Iraans kampioenschap tijdrijden, Elite
2024
 Iraans kampioenschap tijdrijden, Elite

## Resultaten in voornaamste wedstrijden
| Jaar |  | WK op de weg |
| ---- |  | ------------ |
| 2007 |  | 72e          |
| 2011 |  | 126e         |